# Brynjard Tristan
Brynjard Tristan właściwie Ivar Tristan Lundsten (ur. 14 czerwca 1976 roku), to norweski kompozytor i basista. Tristan współpracował z grupami muzycznymi Dimmu Borgir i Old Man’s Child. Obecnie muzyk jest dziennikarzem norweskiego czasopisma Mute oraz właścicielem niezależnej wytwórni muzycznej.

## Dyskografia
Dimmu Borgir
- Inn I Evighetens Mørke (1994, Necromantic Gallery Productions)
- For All Tid (1995, No Colours Records)
- Stormblåst (1996, Cacophonous Records)

Old Man’s Child
- In the Shades of Life (1994, Hot Records)
- Sons of Satan Gather for Attack (1999, Hammerheart Records)

Angstkrieg
- Angstkrieg (EP, 2010, wydanie własne)